# Lugia atlantica
Lugia atlantica är en ringmaskart som beskrevs av Villalba och Viéitez 1988. Lugia atlantica ingår i släktet Lugia och familjen Phyllodocidae. Inga underarter finns listade i Catalogue of Life.